# Söterbach
Der Söterbach ist ein etwa 8,5 km (mit Känelbach 12,3 km) langer Bach im nordöstlichen Saarland am Rand des zum Hunsrück gehörenden Schwarzwälder Hochwalds. Er fließt gänzlich im Landkreis St. Wendel und ist ein westnordwestlicher und linker Zufluss der Nahe. Seinen Ursprung hat er im Zusammenfluss von Känelbach und Krippbach, das Einzugsgebiet umfasst 27,71 km².

## Name
Der Name Söterbach soll sich aus einer Ablautvariante von urgermanisch „sauþ-a“ (sieden, kochen) entwickelt haben. Dies könnte sich auf das beobachtete Schäumen des rasch fließenden Gewässers beziehen.

## Geographie

### Quellbäche
Der Känelbach ist der knapp 4 km lange nördliche und linke Quellbach des Söterbachs. Er wird von manchen auch als dessen Oberlauf angesehen. Er entspringt im Schwarzwälder Hochwald gut 1 km südöstlich von Neuhütten und vereinigt sich in Nohfeldener Weiler Waldbach mit dem aus dem Westen kommenden Krippbach zum Söterbach.
Der Krippbach ist der gut 2,5 km lange westliche und rechte Quellbach des Söterbachs. Er wird von manchen auch als dessen Zufluss angesehen. Er entspringt gut 1,5 km ostnordöstlich von Otzenhausen und vereinigt sich in Nohfelden-Waldbach mit dem aus dem Norden kommenden Känelbach zum Söterbach.

### Verlauf
Nach der Vereinigung seiner beiden Quellbäche auf einer Höhe von etwa 420 m fließt der Söterbach in südöstlicher Richtung durch die Nohfeldener Dörfer und Ortsteile Obersötern, Sötern und Bosen-Eckelhausen. Bei Türkismühle mündet er auf einer Höhe von unter 380 m von links in die Nahe.

### Zuflüsse
Zuflüsse und Abzweigungen von der Quelle zur Mündung mit Längenangaben in km und Einzugsgebietsgröße in km²
- Känelbach (linker Quellbach), 3,8 km, 3,60 km²
- Krippbach (Waldbach) (rechter Quellbach), 2,6 km, 4,52 km²
- Kladenfloß (links), 1,7 km
- Eisbach (links), 4,5 km, 3,72 km²
- Feckersbach (rechts), 2,7 km, 2,15 km²
- Rothenbergfloß (links), 0,7 km
- Weidenbach (links), 1,5 km
- Königsbach (links), 0,8 km
- Menzweiler Bach (rechts), 2,6 km, 1,74 km²
- Mannesberger Floß (links), 1,2 km
- Grenzwiesenbach (rechts), 1,1 km
- Müllersbach (rechts), 0,7 km
- Teufelsgraben (rechts), 0,6 km
- Baulertsrechbach (rechts), 0,4 km
- Lehmfloß (links), 1,5 km
- Bahndammgraben (rechts), 0,5 km
- Floß (links), 0,9 km
- Wackenfloß (links), 2,3 km

## Flora und Fauna
Der Söterbach fließt anfangs durch den Hochwald, später durch extensiv genutzte Talwiesen. Am Ufer stehen vor allem Weiden und Erlen, die heute kaum noch wirtschaftlich genutzt werden.
Graureiher und Stockenten sind die häufigsten Wasservögel im Bachtal, daneben haben die Wasseramsel und der Eisvogel ihren Lebensraum an dem schnell fließenden Gewässer.

## Mühlen
Mit dem Wasser des Söterbachs wurden folgende Mühlen betrieben:
- Oberste Mühle (östlich von Sötern)
- Unterste Mühle (nördlich der Söterbachbrücke, A 62)